# Pseudohadena erubescens
Pseudohadena erubescens là một loài bướm đêm trong họ Noctuidae.